# O Lucky Man!
O Lucky Man! è un film del 1973 diretto da Lindsay Anderson e interpretato tra gli altri da Malcolm McDowell.
La commedia è il seguito del film Se... girato dallo stesso Anderson nel 1968, sempre con McDowell protagonista, e adotta un punto di vista scettico sullo stile di vita nella Gran Bretagna e più in generale nei paesi capitalisti.
Fu presentato in concorso al 26º Festival di Cannes.

## Trama
Il film si apre con una breve storia in bianco e nero, muta, ambientata in un paese non specificato, abitato da contadini sfruttati. I lavoratori raccolgono chicchi di caffè sotto la sorveglianza brutale dei capisquadra armati. Uno di loro, interpretato da Malcolm McDowell, ruba qualche chicco per sé, ma viene scoperto. Portato davanti a un giudice obeso che pronuncia solamente la parola "Colpevole", l’uomo subisce una punizione crudele: la sua condanna è perdere le mani. Il machete cala, lui urla in silenzio, e lo schermo si oscura. Poi appare la scritta "ORA", che si espande fino a riempire lo schermo.
La storia principale segue il viaggio di Michael Arnold "Mick" Travis, che impara a sue spese che per avere successo nella vita deve rinunciare ai suoi principi. Tuttavia, a differenza di molti altri personaggi che incontra, conserva una sorta di idealismo distaccato, che lo porta a osservare il male del mondo senza farsi completamente corrompere. Inizialmente è spinto solo dall’ambizione materiale e inizia come venditore di caffè nel Nord Est dell’Inghilterra e in Scozia. Tuttavia, il suo percorso lo porta a essere torturato in una struttura governativa e poi usato come cavia per esperimenti medici sotto la supervisione del dottor Millar.
Parallelamente, il film mostra un Regno Unito degli anni '60 in declino, che pur avendo perso il suo impero continua a esercitare influenza attraverso affari loschi con dittatori stranieri. Travis scopre che la sua fidanzata Patricia è la figlia di Sir James Burgess, un potente industriale senza scrupoli. Quest’ultimo ha legami con il dittatore di Zingara, un paese africano fittizio trasformato in una brutale dittatura e in un parco giochi per ricchi occidentali. Burgess fornisce al regime una sostanza chimica, il "PL45 'Honey'", simile al napalm, usata per reprimere le rivolte. Quando lo scandalo scoppia a livello internazionale, Burgess incastra Travis, facendolo condannare per frode.
Dopo cinque anni di prigione, Travis esce completamente cambiato: è diventato un detenuto modello e ha abbracciato il pensiero umanista. Tuttavia, il mondo non è disposto ad accogliere il suo idealismo. Visitando una baraccopoli ai margini di Londra, scopre che Patricia, ormai caduta in disgrazia con il marito, vive in povertà estrema. Travis cerca di aiutare alcuni senzatetto, ma viene brutalmente aggredito proprio da loro.
Alla deriva e senza speranza, si ritrova per caso in un casting cinematografico, dove il regista (interpretato dal vero regista del film, Lindsay Anderson) lo nota e gli affida un provino. Travis si trova tra le mani vari oggetti simbolici, tra cui una pila di libri scolastici e una mitragliatrice, in un richiamo al primo film della trilogia, If… Il regista pensa di aver trovato il protagonista perfetto per il suo film, ma quando gli chiede di sorridere, Travis, confuso, non capisce il motivo. Solo dopo essere stato schiaffeggiato con il copione, ha un’illuminazione e lentamente inizia a sorridere. Dopo un ultimo taglio al nero, si intuisce che Travis è diventato un attore di successo e una celebrità. L’ultima scena lo mostra mentre balla a una festa sfrenata, circondato dall’intero cast del film che celebra con lui.

## Distribuzione
In Italia il film è stato vietato ai minori di 18 anni per cause sconosciute (molto probabilmente per la scena dello spogliarello e la scena in ospedale), uscì nelle sale italiane il 18 giugno 1974 in una versione tagliata di cinque minuti (168 min.). Fu rivisto in questura e i divieti furono annullati. Fu rimandato in circolazione nel 1981 in versione integrale, ottenendo un successo discreto nonostante quattro denunce.
In Italia non è mai uscito in DVD, solo in VHS nell'89. La versione in DVD inglese contiene 10 minuti in più. La versione in VHS italiana è sempre la stessa inglese meno i cinque minuti in cui Travis tenta di evitare il suicidio di una vedova. È stato recentemente ripresentato a Roma nel 2017 in una rassegna sul free cinema.
In Svezia è uscito in una versione tagliata di 15 minuti, ma non ha riscosso un buon successo come nel resto del mondo.

## Critica
«Ambizioso aggiornamento del Candido di Voltaire... troppo lungo... stucchevole, ma interpretato da McDowell con grande verve.» **